# تیان آمبانی
تیان آمبانی (انگلیسی: Tina Ambani؛ زادهٔ ۱۱ فوریهٔ ۱۹۵۷) یک هنرپیشه اهل هند است. وی بین سال‌های ۱۹۷۸ تا ۱۹۹۱ میلادی فعالیت می‌کرد.
از جمله فیلم های معروف او می توان به بازی در پاسخ اشاره کرد.

## فیلم‌شناسی
فهرست برخی از فیلم‌هایی که تیان آمبانی در آن‌ها به ایفای نقش پرداخته‌است:
- ۱۹۷۸ خانه و خارج (Home and Abroad)
- ۱۹۷۹ ضمن همین صحبت
- ۱۹۸۰ باب میل (Man Pasand)
- ۱۹۸۰ غارت (Lootmaar)
- ۱۹۸۰ قرض
- ۱۹۸۰ دیوانهٔ تو
- ۱۹۸۱ قاتلی از قاتلان (Katilon Ke Kaatil)‌
- ۱۹۸۱ پنجاه پنجاه (Fiffty Fiffty)
- ۱۹۸۱ خدا قسم (Khuda Kasam)
- ۱۹۸۱ حرجایی (Harjaee)
- ۱۹۸۱ راکی
- ۱۹۸۲ دیدار یار
- ۱۹۸۲ راجپوت
- ۱۹۸۲ قول می‌دهم
- ۱۹۸۲ سوراگ (Suraag)
- ۱۹۸۳ پاسخ
- ۱۹۸۳ سخاوتمند
- ۱۹۸۳ پسرخوانده ها (Souten)
- ۱۹۸۴ شراره
- ۱۹۸۴ کاریشما (Karishmaa)
- ۱۹۸۴ تحت تعقیب:زنده یا مرده (Wanted: Dead or Alive)
- ۱۹۸۴ آسمان (Aasmaan)
- ۱۹۸۵ جنگ
- ۱۹۸۵ متفاوت
- ۱۹۸۵ رعایت عدالت (Insaaf Main Karoonga)
- ۱۹۸۵ بالاخره چرا (Aakhir Kyon)
- ۱۹۸۶ پدربزرگ خدا
- ۱۹۸۶ حقوق (Adhikar)
- ۱۹۸۷ آتش هوس (Kamagni)
- ۱۹۸۷ قضاوت مقدر
- ۱۹۹۱ جگروالا (Jigarwala)